# Estação Ciutadella - Vila Olímpica

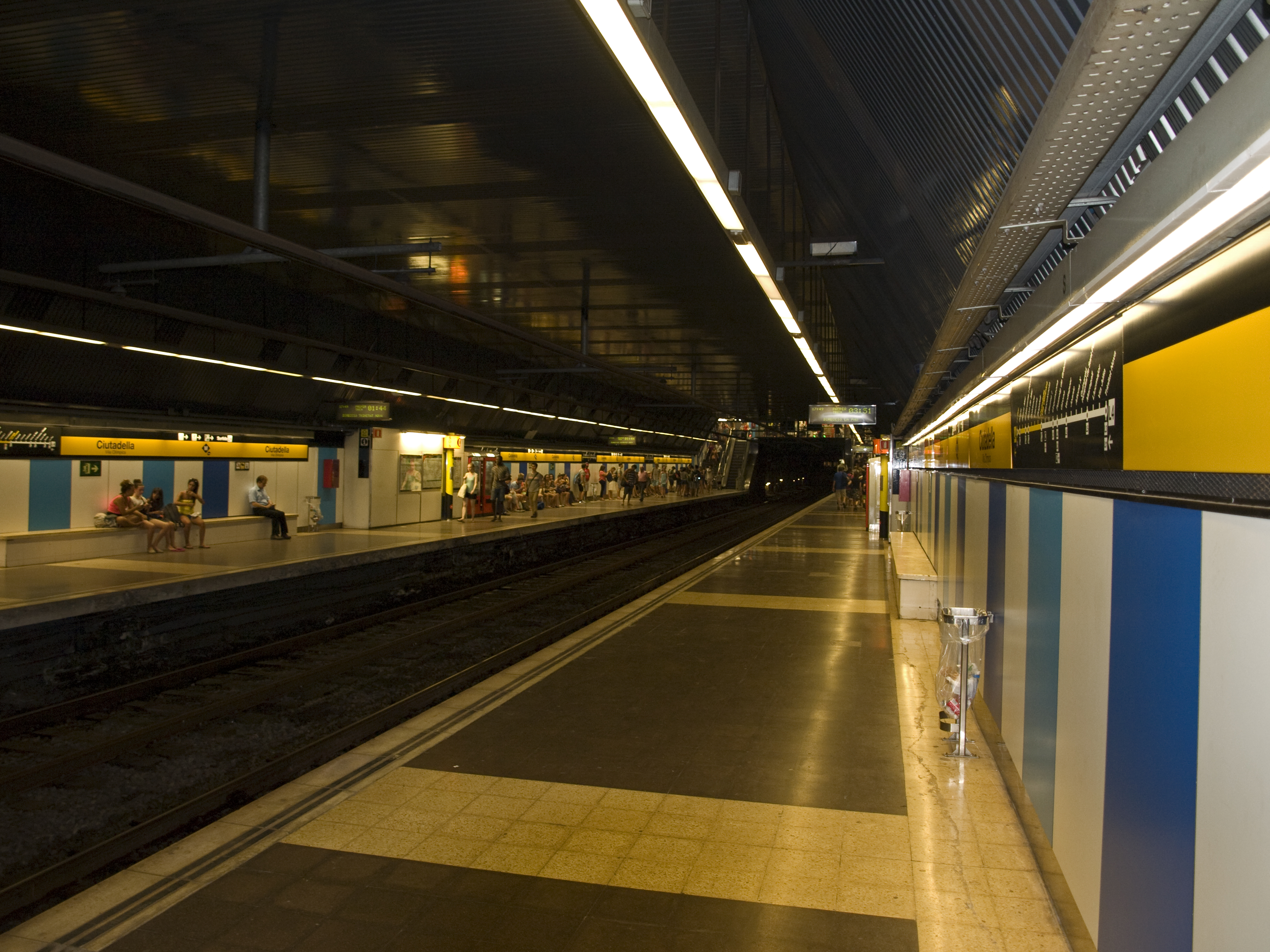
Estação Ciutadella - Vila Olímpica

Ciutadella | Vila Olímpica (Metro de Barcelona) é uma estação da linha Linha 4 do Metro de Barcelona. Entrou em funcionamento em 1977.

## Facilidades
- acesso a comunicação com telefone celular;
- escada rolante.

## Localização
- Barcelona;  Espanha,  Catalunha.